# Eidskog
Eidskog er en kommune i Innlandet fylke i Norge.
Den grænser i nord til Kongsvinger og Sør-Odal, i vest til Aurskog-Høland og Nes. Eidskog er ellers en grænsekommune til Sverige (i øst og syd).

## Historie
Navnet Eidskog er gammelt og blev brugt om området mellem nutidens Kongsvinger i Norge og Arvika i Sverige. Eskoleia, vejen gennem Eidskog, var (og er forsåvidt fortsat i form af riksvei 2) en af de vigtigste færdselsårer mellem Norge og Sverige. Den nævnes allerede i sagatiden og blev efter kanoniseringen af Olav den hellige del af en vigtig pilgrimsvej fra Europa til Nidaros. Ved Midtskog, i dag kaldt Matrand, blev der rejst en stavkirke i 1100-tallet. Nutidens Eidskog kirke er bygget på samme sted og er fra 1665.
Vejen gennem Eidskog har også været vigtig militært set og flere gange op gennem historien har svenske styrker rykket ind i Eidskog. For at forsøge at stoppe dem blev der bygget flere forsvarsværker i området, blandt andet ved Magnor og Matrand, men hovedforsvaret var ved Kongsvinger Fæstning.
Sidste gang svenskerne angreb gennem Eidskog var i 1814 da generalmajor Carl Pontus Gahn 31. juli krydsede grænsen og marcherede mod Kongsvinger. Han blev stoppet ved Lier Skanse nær Kongsvinger den 2. august af oberstløjtnant Krebs og trak sig tilbage til Eidskog. Den 4. august rykkede Krebs efter for at drive svenskerne helt ud af landet. De to styrker mødtes i slaget ved Matrand, som var den blodigste træfning under hele krigen og endte med norsk sejr.
Senere på året havnede Norge i union med Sverige og fjendtlighederne ved grænsen ophørte for denne gang. At vejen gennem Eidskog var en vigtig forbindelsesrute mellem de to lande blev yderligere understreget ved åbningen af Grænsebanen i 1862, som knyttede Christiania (daværende navn for Oslo) til Stockholm.
Eidskog blev en selvstændig kommune i 1864 ved udskilning fra Vinger kommune. Den nye kommune havde da 6.920 indbyggere.
I 2001 blev Eidskog kendt for sin behandlingsgaranti. Ordfører Ivar Skulstad lovede da at kommunen ville sørge for at indbyggerne ikke skulle vente mere end seks uger på en operation. Andre garantier kommunen gav var for børnehaveplads, grunde, brænde og sommerjob. Disse tiltag sikrede overvældende tilslutning til Arbeiderpartiet ved kommunevalget 2003. Siden kommunen ikke disponerede midler der svarede til udgiftene, tvang budgetoverskridelser på 33 mill. kroner (budgetåret 2004) Fylkesmanden i Hedmark til at sætte kommunen under offentlig administration.

## Erhvervsliv
Eidskogs vigtigste industri er indenfor rundt glas og aluminium koncentreret i et industriområde ved Magnor. Derudover findes nogle små mekaniske værksteder og snedkervirksomheder. Mange af kommunens arbejdstagere pendler til Kongsvinger og Oslo for at opretholde normal lønindtægt. Kommunen er den største arbejdsgiver i Eidskog. 

## Seværdigheder
- Soot-kanalen, det første sluseanlæg i Norge, for tømmerflådning
- Grenselosmuseet, til minde om en flugtrute til Sverige under anden verdenskrig